# 1390년

## 연호
- 명(明) 홍무(洪武) 23년
- 일본(日本) 남조(南朝) 겐추(元中) 7년
- 일본(日本) 북조(北朝) 고오(康応) 2년 / 메이토쿠(明徳) 원년
- 쩐 왕조(陳朝) 꽝타이(光泰) 3년

## 기년
- 명(明) 태조 홍무제(太祖 洪武帝) 23년
- 고려(高麗) 공양왕(恭讓王) 2년
- 쩐 왕조(陳朝) 순종(順宗) 3년

## 사건
- 조선 태조 이성계의 차남, 이방과가 양광도(경기·충청) 영주 도고산에서 왜구토벌하다.
- 밀성군(密城郡)이 고려 공양왕의 증조모 박씨의 친정 고향이라는 이유로 밀양부(密陽府)로 승격되었다.

## 탄생
- 6월 19일 - 조선의 문신 최치운(崔致雲). (~1440년)

### 미상
- 조선의 문신 권맹손(權孟孫). (~1456년)
- 조선의 과학자 장영실. (~?)

## 참고 문헌
- 《세종실록 지리지》(世宗實錄地理志) 〈지리지 > 경상도 > 경주부(慶州府) > 밀양 도호부(密陽都護府)〉